# Rio Casca (ort)
Rio Casca är en ort i Brasilien.   Den ligger i kommunen Rio Casca och delstaten Minas Gerais, i den sydöstra delen av landet, 700 km sydost om huvudstaden Brasília. Rio Casca ligger 336 meter över havet och antalet invånare är 11 769.
Terrängen runt Rio Casca är platt åt nordväst, men åt sydost är den kuperad. Rio Casca ligger nere i en dal. Rio Casca är det största samhället i trakten.
Omgivningarna runt Rio Casca är en mosaik av jordbruksmark och naturlig växtlighet. Runt Rio Casca är det ganska tätbefolkat, med 58 invånare per kvadratkilometer.